# Ik was toch je meisje
Ik was toch je meisje is een lied van de Nederlandse zangeres Roxeanne Hazes. Het werd in 2017 als single uitgebracht en stond in hetzelfde jaar als tweede track op het album In mijn bloed.

## Achtergrond
Ik was toch je meisje is geschreven door Arno Krabman, Renske Taminiau, Jaap Reesema, Léon Paul Palmen en Roxeanne Hazes en geproduceerd door Krabman. Het is een lied uit de genres nederpop en levenspop. In het lied zingt de artiest over het einde van een relatie. Het is een van de eerste nummers van de zangeres die zij zelf (met andere liedschrijvers) heeft geschreven. Eerdere nummers waren over het algemeen covers, vooral van haar vader. Het nummer en later het album waar het nummer op te vinden was, werd uitgebracht bij platenlabel Top Notch. Deze label was mede uitgekozen omdat haar verloofde Erik Zwennes op het moment van uitbrengen bij dat label werkzaam was. Het nummer werd bij radiozender NPO Radio 2 uitgeroepen tot Top Song.
In 2022 werd het lied een van de schrijvers van het nummer, Jaap Reesema, gecoverd tijdens een aflevering van Beste Zangers.

## Hitnoteringen
De zangeres had weinig succes met het lied in de Nederlandse hitlijsten. Er was geen notering in de Single Top 100 en ook de Top 40 werd niet bereikt. Bij laatstgenoemde was er wel de vierde positie in de Tipparade.